# Consiliul Suprem al Etnicilor Eleni

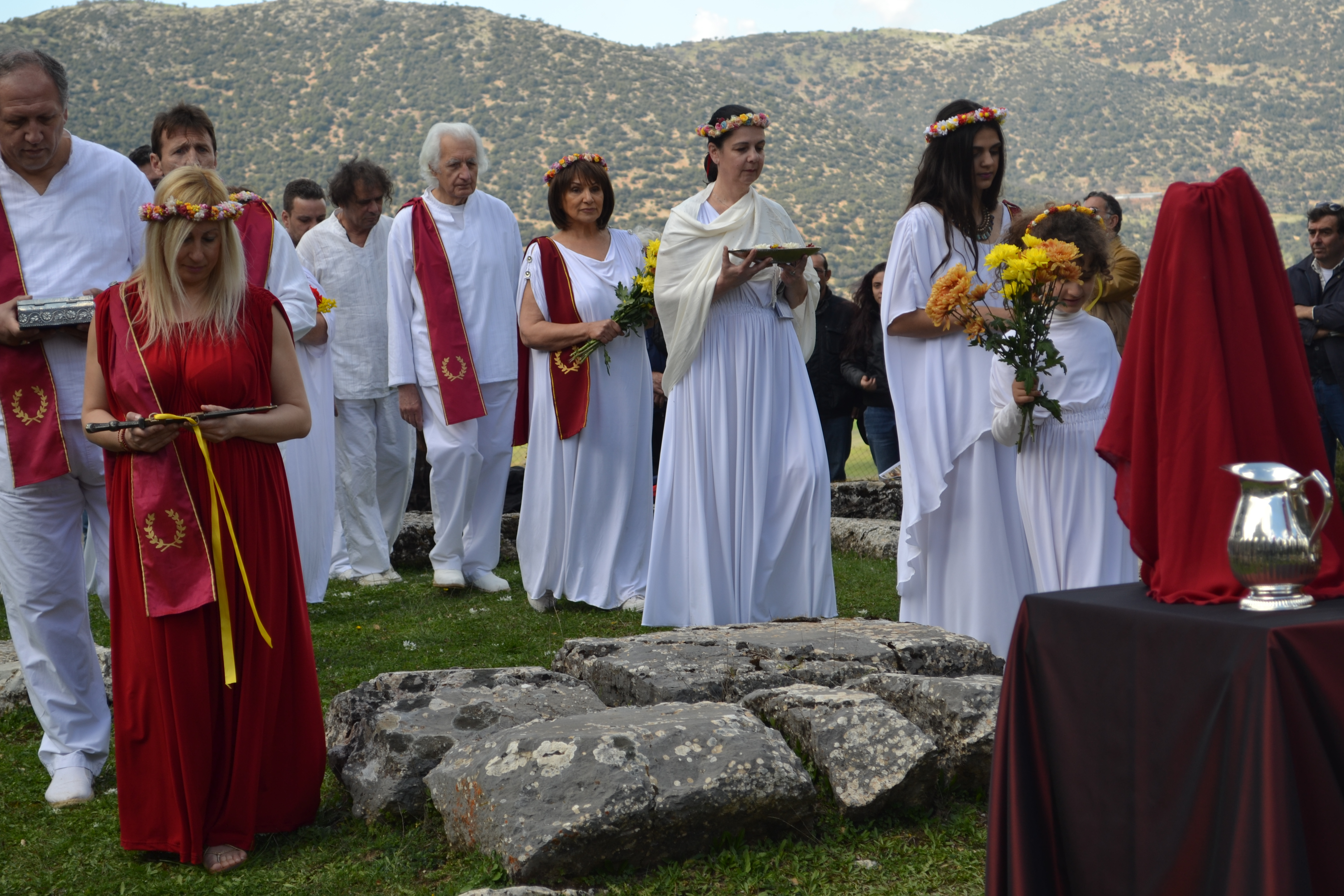
YSEE de Echinoctiul de primăvară al anului 2016 la un ritual într-un templu vechi al Zeiței Artemis în Peloponez.

Consiliul Suprem al Etnicilor Eleni (greacă Ύπατο Συμβούλιο των Ελλήνων Εθνικών, Ýpato Symvoúlio to̱n Ellí̱no̱n Ethnikó̱n ), denumită în mod obișnuit prin acronimul YSEE, este o organizație non-profit înființată în Grecia în 1997. Scopul principal este protejarea și restaurarea religiei etnice din Grecia în societatea greacă contemporană. De la înființare, YSEE a distribuit peste 300 de scrisori de protest și comunicate de presă ce vizează creșterea libertății religioase pentru adepții religiei etnice grecești. De asemenea, a găzduit peste 800 de ritualuri și evenimente educaționale. 
Grupul însuși estimează că aproximativ 2.000 de greci practică religia etnică elenă, iar alte 100.000 au "un fel de interes".  Adepții religiei etnice grecești se confruntă cu diferite grade de discriminare în Grecia    care are o populație covârșitoare de creștini ortodocși  . Unul dintre scopurile principale ale YSEE este obținerea recunoașterii legale pentru religia etnică elenă. 
YSEE este membru fondator al Congresului European pentru Religii Etnice (ECER) și a găzduit cel de-al șaptelea Congres în iunie 2004. YSEE a fost, de asemenea, membru al programului de acțiune al Uniunii Europene pentru combaterea discriminării. 

## În afara Greciei
În 2007, membrii YSEE din Statele Unite au înființat Consiliul Elen al YSEE al Americii, care este acum o organizație non-profit recunoscută din Astoria, un cartier din New York cu o mare comunitate greco-americană.